# 桥亭乡 (平乐县)
桥亭乡是中国广西壮族自治区桂林市平乐县下辖的一个乡。位于平乐县中部，东毗青龙乡，南连广运林场，西邻平乐镇，北与二塘镇和张家镇相接，乡人民政府驻地桥亭街。
全乡辖1个居委会，8个行政村87个自然村，157个村民小组。农业主要以种植水果、茨菇、水稻为主，以畜养业为辅，农特产品有月柿、茨菇、板栗、柑橙、杨梅、梅子、八角、石崖茶以及木材、松脂等。

## 行政区划
桥亭乡下辖以下地区：
桥亭街社区、六冲村、桥亭村、显堆村、苍源村、人和村、平石村、仁德村和上堡村。